# Xavi Torres
Xavier Torres Buigues dit Xavi Torres est un ancien footballeur espagnol, né le 21 novembre 1986 à Xàbia (province d'Alicante, Espagne), qui évoluait au poste de milieu défensif

## Palmarès
- FC Barcelone
  - Vainqueur du Championnat d'Espagne en 2009 (2 matchs disputés)
  - Vainqueur de la Coupe du roi en 2009 (0 match disputé)
  - Vainqueur de Ligue des champions de L'UEFA en 2009 (0 match disputé)
- Betis Séville
  - Vainqueur de la Liga Adelante en 2015